# "Weird Al" Yankovic
Alfred Matthew Yankovic (Lynwood, 23 de outubro de 1959), mais conhecido como "Weird Al" Yankovic, é um músico com diversas premiações do Grammy, humorista, parodista, sanfonista e produtor de televisão americano. Ele é particularmente conhecido por suas músicas satirizando a cultura popular e paródias de músicas contemporâneas. Os seus trabalhos renderam-lhe três discos de ouro e cinco de platina nos Estados Unidos.

## Biografia
Filho único de Nick Louis Yankovic (um jugoslavo-americano) e Mary Elizabeth Vivalda (de ascendência Italiana e Inglesa), Alfred Matthew Yankovic nasceu em Downey, California, mas viveu em Lynwood. Começou a tocar acordeão um dia após seu sétimo aniversário. Quando um vendedor de rua veio oferecendo aulas de acordeão e guitarra, seu pai optou pelo acordeão dizendo que seria mais um Yankovic acordeonista no mundo do lado do "rei da polka" Frankie Yankovic (com quem ele não tem nenhuma relação). Ele dominou o instrumento aos dez anos, depois que deixou as lições para treinar sozinho. Ele agora usa um acordeão pequeno, que ajuda a pular mais vigorosamente pelo palco.
Depois de escutar o programa de rádio do "Dr. Demento" (um programa de comédia, com músicas humorísticas), Yankovic mandou para o "Doutor" uma fita cassete contendo uma música intitulada "Belvedere Cruisin'", que falava sobre o automóvel de sua família (um Plymouth Belvedere), em 1976. Outra música, contida na fita, que nunca foi ao ar, era intitulada "Dr. D Superstar" e era uma parodia de "Jesus Christ Superstar". Ele era aluno da Lynwood High School no tempo, mas a fita foi o começo da sua eventual carreira.
Três anos depois, Yankovic foi um estudante de arquitetura na California Polytechnic State University (Universidade Politécnica Estadual da California), e um "DJ" na estação de rádio da universidade (a KCPR). Seu apelido da rádio era "Weird Al", o qual ele usa até hoje. Mesmo que ele tenha declarado que era chamado de "Weird Al" durante o colégio, não há evidências enquanto a veracidade disto. Quando "My Sharona" pelo The Knack estava fazendo sucesso e a banda "The Knack" foi convidada para tocar na Universidade, ele levou seu acordeão a um quarto que havia na sala da rádio (por causa da vantagem acústica dos ecos) e gravou a paródia "My Bologna", com um Lado B chamado "School Cafeteria". The Knack achou a música engraçada quando conheceram Yankovic depois do show na sua faculdade, e fizeram a música ser lançada pela gravadora da banda, a Capitol Records, que deu Yankovic um contrato de seis meses. Os ouvintes do Dr. Demento's frequentemente colocavam esta faixa na lista "Funny Five" (as cinco mais engraçadas).
Em 1980, Yankovic estava trabalhando na sala de correspondência na Westwood One, a rede de rádios do Dr. Demento naquele tempo, quando produziu outra música chamada "Another One Rides the Bus", paródia do sucesso do Queen, "Another One Bites the Dust". Enquanto ensaiava a música fora do estúdio, o baterista Jon "Bermuda" Schwartz veio e lhe disse que era baterista e gostaria de usar a caixa do acordeão do Yankovic para deixar uma boa percussão para a música. Eles ensaiaram a música poucas vezes antes de tocarem ao vivo no programa do Doutor Demento. "Another One Rides the Bus" tornou-se tão popular que fez Yankovic aparecer pela primeira vez na televisão, no "Show de Amanhã" (The Tomorrow Show), com Tom Snyder. Na apresentação, ele tocou seu acordeão e Jon batucou novamente na caixa do acordeão. A rara edição de 1981 "Placebo EP" desta esta música teve seu lado B a faixa "Happy Birthday", uma incomum (para Yankovic) música obscura sobre os problemas do mundo e a sua iminente destruição ("There's garbage in the water and poison in the sky, I guess it won't be long before we're all gonna die"), com a sarcástica sugestão que a negação é a solução natural ("So if you think it's scary, if it's more than you can take, just blow out the candles, and have a piece of cake!") A gravação da música do "Placebo EP" foi recentemente remasterizado para estéreo por Jon "Bermuda" Schwartz para inclusão em uma campanha do Furacão Katrina, com vários outros músicos comediantes.
A "Sociedade do Dr. Demento", que relança anualmente no Natal materiais do arquivo de fitas do "Dr. Demento" (chamado de Dr. Demento's Basement Tapes), também incluiu faixas não lançadas do Yankovic, como "Pacman", "It's Still Billy Joel To Me", ou as demos de "I Love Rocky Road". A versão ao vivo de "School Cafeteria" também pode ser encontrada nesse arquivo.
Em 1981 Yankovic saiu pela primeira vez em turnê como integrante do programa do Dr. Demento. Suas atuações eram particularmente interessantes para algumas pessoas, se haviam, quando ele começava a fazer paródias de músicas de Rock and Roll. Seu estilo interessou o empresário Jay Levey, o qual gostou da sua atuação e virou o empresário de Yankovic. Levey insistiu que a atuação soaria melhor se tivesse uma banda completa para acompanhar, então eles fizeram audições. Steve Jay tornou-se baixista do Yankovic, e Jim West o guitarrista. Com Schwartz nas baterias, a banda estava completa. Em 1991, Rubén Valtierra se juntou à banda nos teclados, para deixar  Yankovic mais concentrado nos concertos. Rick Derringer iria produzir todos os seus álbuns a partir do lançamento de 1992, chamado "Off the Deep End". Depois da partida de Derringer, Yankovic começou a produzir seus álbuns. Assim ele lançou doze álbuns, o último lançado em 15 de julho de 2014, Mandatory Fun.
Em 1985, Yankovic co-escreveu e estrelou em um documentário sobre sua própria vida, chamado The Compleat Al que misturava fatos e ficção sobre sua vida até o momento. O filme teve como co-diretor Jay Levey, que seria o diretor de UHF quatro anos depois.
Em Janeiro de 1998, Yankovic fez uma cirurgia a laser (LASIK) no olho e raspou seu bigode, mudando radicalmente seu visual tradicional. Yankovic, que estava acostumado com seu visual, comentou que "Hoje milhões de garotas me acham gostoso pela primeira vez!".
Yankovic casou-se com Suzanne Krajewski em 10 de Fevereiro de 2001. Sua filha, Nina, nasceu em 11 de fevereiro de 2003. Ele também tem um poodle, chamado Bela (figurado em cima da cabeça do Yankovic na capa do seu álbum, Poodle Hat) e uma calopsita chamada Bo Veaner.
No 10º episódio da 19ª temporada da série animada Os Simpsons, Weider Al faz uma participação especial, parodiando uma música de Homer Simpson.
No 12º episódio da 4ª temporada da série animada My Little Pony: Friendship is Magic, Weird Al dublou o personagem Cheese Sandwich.
É vegetariano desde os anos 1990 por causa de um amigo que emprestou um livro. Os pais de Yankovic foram encontrados mortos em 9 de abril de 2004 após envenenamento com monóxido de carbono.

## Discografia

### Álbuns de estúdio
- "Weird Al" Yankovic (1983)
- "Weird Al" Yankovic in 3-D (1984)
- Dare to Be Stupid (1985)
- Polka Party! (1985)
- Even Worse (1988)
- Peter and the Wolf (1988, com Wendy Carlos; paródia de Pedro e o Lobo, de Sergei Prokofiev)
- UHF - Original Motion Picture Soundtrack and Other Stuff (1989, trilha sonora do filme UHF)
- Off the Deep End (1992)
- Alapalooza (1993)
- Bad Hair Day (1996)
- Running with Scissors (1999)
- Poodle Hat (2003)
- Straight Outta Lynwood (2006)
- Alpocalypse (2011)
- Mandatory Fun (2014)

### Compilações
- Eat It (1984)
- The Official Music of "Weird Al" Yankovic (1984)
- "Weird Al" Yankovic's Greatest Hits (1988)
- The Best of Yankovic (1992)
- The Food Album (1992)
- Permanent Record: Al in the Box (1994)
- Greatest Hits Volume II(1994)
- The TV Album (1995)
- The Saga Begins (1999)
- Bob (2005)
- The Essential "Weird Al" Yankovic (2009)
- Squeeze Box: The Complete Works of "Weird Al" Yankovic (2017)

### EPs
- Another One Rides the Bus (1981)
- Selections from Straight Outta Lynwood (2006)
- Internet Leaks (2009)

### Singles
| Ano  | Título                                         | Album                                                    | Paródia                                                                                                |
| ---- | ---------------------------------------------- | -------------------------------------------------------- | --- |
| 1979 | "My Bologna"                                   | Depois regravada e lançada em "Weird Al" Yankovic        | "My Sharona", The Knack                                                                                |
| 1981 | "Another One Rides the Bus"                    | Depois lançada em "Weird Al" Yankovic                    | "Another One Bites the Dust", Queen                                                                    |
| 1983 | "Ricky"                                        | "Weird Al" Yankovic                                      | "Mickey", Toni Basil, paródia sobre I Love Lucy                                                        |
| 1983 | "I Love Rocky Road"                            | "Weird Al" Yankovic                                      | "I Love Rock N'Roll", Joan Jett & The Blackhearts                                                      |
| 1984 | "Eat It"                                       | "Weird Al" Yankovic in 3-D                               | "Beat It", Michael Jackson                                                                             |
| 1984 | "King of Suede"                                | "Weird Al" Yankovic in 3-D                               | "King of Pain", The Police                                                                             |
| 1984 | "I Lost on Jeopardy"                           | "Weird Al" Yankovic in 3-D                               | "Jeopardy", Greg Kihn Band.                                                                            |
| 1985 | "Like a Surgeon"                               | Dare to Be Stupid                                        | "Like a Virgin", Madonna                                                                               |
| 1985 | "This Is The Life"                             | Dare to Be Stupid                                        | Original, estilo jazz                                                                                  |
| 1985 | "I Want a New Duck"                            | Dare to Be Stupid                                        | "I Want a New Drug", Huey Lewis & the News                                                             |
| 1985 | "One More Minute"                              | Dare to Be Stupid                                        | Original, estilo de Elvis Presley                                                                      |
| 1985 | "Dare to Be Stupid"                            | Dare to Be Stupid                                        | Original, parodiando Devo                                                                              |
| 1985 | "Hooked on Polkas"                             | Dare to Be Stupid                                        | Medley de 12 músicas contemporâneas em ritmo polca.                                                    |
| 1986 | "Living with a Hernia"                         | Polka Party!                                             | "Living in America", James Brown                                                                       |
| 1986 | "Christmas at Ground Zero"                     | Polka Party!                                             | Original                                                                                               |
| 1988 | "Fat"                                          | Even Worse                                               | "Bad", Michael Jackson                                                                                 |
| 1988 | "Lasagna"                                      | Even Worse                                               | "La Bamba", Los Lobos                                                                                  |
| 1988 | "I Think I'm a Clone Now"                      | Even Worse                                               | "I Think We're Alone Now", Tiffany                                                                     |
| 1989 | "UHF"                                          | UHF - Original Motion Picture Soundtrack and Other Stuff | Original                                                                                               |
| 1989 | "Money For Nothing / Beverly Hillbillies*"     | UHF - Original Motion Picture Soundtrack and Other Stuff | "Money For Nothing", Dire Straits e o tema de The Beverly Hillbillies                                  |
| 1989 | "Isle Thing"                                   | UHF - Original Motion Picture Soundtrack and Other Stuff | "Wild Thing", Tone Loc, paródia sobre Gilligan's Island                                                |
| 1992 | "Smells Like Nirvana"                          | Off the Deep End                                         | " Smells Like Teen Spirit", Nirvana                                                                    |
| 1992 | "You Don't Love Me Anymore"                    | Off the Deep End                                         | Original                                                                                               |
| 1992 | "Taco Grande"                                  | Off the Deep End                                         | "Rico Suave", Gerardo                                                                                  |
| 1993 | "Jurassic Park"                                | Alapalooza                                               | "MacArthur Park", Richard Harris; paródia conta a história do filme Jurassic Park                      |
| 1993 | "Bedrock Anthem"                               | Alapalooza                                               | "Under the Bridge" e "Give It Away", Red Hot Chili Peppers, paródia sobre Os Flintstones               |
| 1993 | "Achy Breaky Song"                             | Alapalooza                                               | "Achy Breaky Heart", Billy Ray Cyrus                                                                   |
| 1994 | "Headline News"                                | Permanent Record: Al in the Box                          | "Mmm Mmm Mmm Mmm", Crash Test Dummies                                                                  |
| 1996 | "Amish Paradise"                               | Bad Hair Day                                             | "Gangsta Paradise", Coolio                                                                             |
| 1996 | "Gump"                                         | Bad Hair Day                                             | "Lump", The Presidents of the United States of America; paródia conta a história do filme Forrest Gump |
| 1996 | "The Night Santa Went Crazy"                   | Bad Hair Day                                             | Original, parodiando Soul Asylum                                                                       |
| 1996 | "Spy Hard"                                     |                                                          | Original, escrita para o filme Duro de Espiar                                                          |
| 1999 | "The Saga Begins"                              | Running with Scissors                                    | "American Pie", Don McLean; paródia conta a história do filme Star Wars Episode I: The Phantom Menace  |
| 1999 | "It's All About The Pentiums"                  | Running with Scissors                                    | "It's All About the Benjamins", Puffy Daddy                                                            |
| 1999 | "Polka Power!" (Alemanha apenas)               | Running with Scissors                                    | Medley de 14 músicas contemporâneas em ritmo polca                                                     |
| 1999 | "Pretty Fly for a Rabbi" (Apenas na Austrália) | Running with Scissors                                    | "Pretty Fly (For a White Guy)", The Offspring                                                          |
| 2003 | "Couch Potato"                                 | Poodle Hat                                               | "Lose Yourself", Eminem                                                                                |
| 2003 | "eBay"                                         | Poodle Hat                                               | "I Want It That Way", Backstreet Boys                                                                  |
| 2006 | "Don't Download This Song"                     | Straight Outta Lynwood                                   | Original, ao estilo de canções de caridade como "We Are the World"                                     |
| 2006 | "White & Nerdy"                                | Straight Outta Lynwood                                   | "Ridin'", Chamillionaire                                                                               |
| 2006 | "Canadian Idiot"                               | Straight Outta Lynwood                                   | "American Idiot", Green Day                                                                            |
| 2007 | "Trapped in the Drive-Thru"                    | Straight Outta Lynwood                                   | "Trapped in the Closet", R. Kelly                                                                      |
| 2008 | "Whatever You Like"                            | Alpocalypse                                              | "Whatever You Like", T.I.                                                                              |
| 2009 | "Craigslist"                                   | Alpocalypse                                              | Original, parodiando The Doors                                                                         |
| 2009 | "Skipper Dan"                                  | Alpocalypse                                              | Original, estilo rock alternativo.                                                                     |
| 2009 | "CNR"                                          | Alpocalypse                                              | Original, parodiando White Stripes, sobre o ator Charles Nelson Reilly                                 |
| 2009 | "Ringtone"                                     | Alpocalypse                                              | Original, parodiando Queen                                                                             |
| 2011 | "Perform This Way                              | Alpocalypse                                              | "Born This Way", Lady Gaga                                                                             |
| 2014 | "Tacky"                                        | Mandatory Fun                                            | "Happy", Pharrell Williams                                                                             |
| 2014 | "Word Crimes"                                  | Mandatory Fun                                            | "Blurred Lines", Robin Thicke                                                                          |
| 2014 | "Foil"                                         | Mandatory Fun                                            | "Royals", Lorde                                                                                        |
| 2014 | "Handy"                                        | Mandatory Fun                                            | "Fancy", Iggy Azalea                                                                                   |
| 2014 | "Lame Claim to Fame"                           | Mandatory Fun                                            | Original, parodiando Southern Culture on the Skids                                                     |

## Turnês
- An Evening of Dementia with Dr. Demento in Person Plus "Weird Al" Yankovic (1983)
- Tour of the Universe in 3-D (1984)
- The Stupid Tour (1985)
- The Off the Deep End Tour (1992)
- The Alapalooza Tour (1994)
- The Al-Can Tour (1995)
- The Bad Hair Tour (1996–1997)
- Touring with Scissors (1999–2000)
- The Poodle Hat Tour (2003–2004)
- The Straight Outta Lynwood Tour (2007–2008)
- The Internet Leaks Tour (2010–2011)
- The Alpocalypse Tour (2011–2013)
- The Mandatory World Tour (2015–2016)
- The Ridiculously Self-Indulgent, Ill-Advised Vanity Tour (2018)
- Strings Attached Tour (2019)
- The Unfortunate Return of the Ridiculously Self-Indulgent, Ill-Advised Vanity Tour (2022–2023)
- Bigger & Weirder (2025)